# پیردختر (فیلم ۱۹۳۹)
فیلمی با جلوه‌های ویژه. بت دیویس در نقش دختری جوان که سرانجام به‌عنوان مادر، به پیردختری عصبی و بدخلق بدل می‌شود، با داستانی جذاب اما تلخ و پایانی به‌ظاهر خوش که قلب تماشاگر را هنوز به درد می‌آورد. میریام هاپکینز در نقش زن فرصت‌طلب و موذی که حسادت او، خواهرش را به نابودی می‌کشاند، بازی درخشانی ارائه می‌دهد.